# The Orb
The Orb è un gruppo musicale di musica elettronica fondato nel 1988 da Alex Paterson e Jimmy Cauty considerato fra i più importanti per la diffusione dell'ambient house.
Il progetto, che ha visto come unico membro permanente Alex Paterson, cambiò spesso i propri membri e collaboratori (fra i tanti musicisti del collettivo vi fecero parte Kris Weston, Andy Falconer, Simon Phillips, e Andy Hughes). I loro album The Orb's Adventures Beyond the Ultraworld (del 1991) e U.F.Orb (del 1992) caratterizzarono il periodo di maggior popolarità e successo della formazione. Sono stati definiti "i Pink Floyd degli anni novanta".

## Storia

### 1988-1990: Paterson e Cauty
Dopo aver lavorato come roadie per i Killing Joke durante gli anni ottanta, Alex Paterson entrò in contatto con Jimmy Cauty (futuro membro dei KLF) formando gli Orb. Dopo aver lavorato come DJ, i due pubblicarono il loro primo singolo nel 1988, Tripping On Sunshine, una traccia acid house. Durante l'anno seguente il duo pubblicò Kiss EP, un EP contenente quattro tracce basate sui suoni tratti da alcuni campionamenti "rubati". Iniziarono a lavorare nella zona "relax" del nightclub londinese Heaven, esperienza che aumentò la loro popolarità. Alla fine dello stesso anno pubblicarono il primo singolo di successo (raggiunse la settantottesima posizione delle classifiche britanniche): "A Huge Ever Growing Pulsating Brain That Rules from the Centre of the Ultraworld", un brano della durata di ventidue minuti giocato sull'improvvisazione e sull'uso dei campionamenti. In seguito all'uscita del singolo, Cauty abbandonò il progetto.

### 1991-1994: Paterson & Weston
Con il sostegno di Steve Hillage, Martin Glover, Thomas Fehlmann, e degli ingegneri del suono Andy Falconer e Kris "Trash" Weston, Paterson dedicò tre settimane alla registrazione delle tracce del primo album in studio degli Orb, The Orb's Adventures Beyond the Ultraworld, pubblicato nel 1991. Influenzato dalla house music, dall'ambient, e presentando numerosi campionamenti, Adventures ottenne buoni riscontri di vendita e di critica (è considerata una pubblicazione seminale nell'ambient e nella musica da ballo).
Dopo la pubblicazione di Adventures gli Orb, che vedevano Andy Hughes lasciare la formazione alle sessioni del debutto, parteciparono al loro primo tour che ebbe inizio in America durante lo stesso anno.
A cavallo fra gli ultimi mesi del 1991 e i primi del 1992, Paterson e Weston composero il singolo Blue Room con il supporto di Steve Hillage, la sua compagna Miquette Giraudy e Jah Wobble. Grazie alla sua durata di quaranta minuti, Blue Room ottenne il primato della traccia più lunga che abbia mai raggiunto le classifiche britanniche. Il brano venne ripubblicato poco tempo dopo in una versione ridotta a diciassette minuti nell'album U.F.Orb, pubblicato nel mese di luglio del 1992. Oltre a risentire l'influenza dell'ambient di Brian Eno, U.F.Orb accosta i ritmi della drum and bass alle sonorità "vellutate" delle tastiere e dei sintetizzatori. U.F.Orb raggiunse la prima posizione delle classifiche inglesi.
Nel 1993 venne pubblicato Live 93, un album dal vivo contenente registrazioni tratte da concerti avvenuti in Europa e Asia, mentre Nel 1994 uscì l'EP Pomme Fritz. Definito dalla rivista Rolling Stone "caotico nonché degno di nota per la sua grande presenza di campionamenti e per la mancanza di armonie convenzionali", ricevette giudizi perlopiù negativi da parte della critica.
La successiva pubblicazione in studio di Paterson sarà FFWD (1994), attribuito all'omonimo side project.
Poco tempo dopo Weston abbandonò gli Orb.

### 1995-2004: Paterson, Fehlmann e Hughes
Gli Orb, che a partire dal 1995 saranno formati da Paterson, Thomas Fehlmann e Andy Hughes, pubblicheranno nel 1995 Orbus Terrarum, un album considerato "più terreno e organico" rispetto alle pubblicazioni precedenti. Orbus Terrarum ricevette giudizi perlopiù negativi da parte della stampa britannica che lo considerò anonimo e poco creativo, mentre ricevette l'acclamazione di quella americana. Orbus Terrarum fu uno dei maggiori successi commerciali della formazione e verrà inserito al diciannovesimo posto della classifica dei migliori dischi ambient secondo Pitchfork.
L'album Orblivion, pubblicato nel 1996, venne accolto tiepidamente dalla critica inglese ma, come avvenne per Orbus Terrarum, più positivamente da quella americana. Toxygene, il singolo in esso contenuto, occupò, durante l'8 febbraio del 1997, la quarta posizione delle classifiche inglesi, la più alta raggiunta da un brano del collettivo.
I seguenti Cydonia (2001) e Bycicles & Trycicles (2004), i primi degli Orb a presentare brani cantati, ricevettero critiche perlopiù negative: il primo venne considerato "un conglomerato di vocalizzi insipidi e atmosfere ambient privo del fascino delle loro prime opere", il secondo, dalle sonorità più trip-hop, venne definito "irrilevante". La pubblicazione di Cydonia vide Hughes abbandonare il progetto.

### 2004-oggi: Paterson e Fehlmann
Gli Orb, adesso composti da Paterson e Fehlmann, composero nuove tracce per l'antologia Okie Dokie It's Orb on Kompact (2005), contenente nuove tracce e i due interi EP Kompassion e Komplott. Questa fu la prima pubblicazione a ricevere, dopo alcuni anni, giudizi perlopiù positivi da parte della stampa e della critica, che lo definì "più professionale e meno sciocco di Cydonia e Bycicles & Trycicles".
I due fondatori degli Orb, Paterson e Cauty, si riunirono durante il mese di agosto del 2006 per pubblicare, Living in a Giant Candle Winking at God, un album attribuito al progetto Transit Kings che ricevette giudizi controversi.
Paterson e Dom Beken, un membro dei Transit Kings, collaborarono nel 2008 nel nuovo progetto ambient e hip-hop degli High Frequency Bandwith.
Il seguente album in studio a nome The Orb, The Dream, venne pubblicato a più riprese dal 2007, e non vide la partecipazione di Fehlmann alle sessioni. Nel 2009 uscì Baghdad Batteries (Orbsessions Volume III), un album che vide rientrare Fehlmann nel progetto. Nel 2010 gli Orb e il membro dei Pink Floyd David Gilmour pubblicarono l'album collaborativo Metallic Spheres. Nel 2012 esce The Observer In The Star House, seguito da More Tales From The Orbservatory pubblicato nel giugno del 2013 e che vede la collaborazione di Lee Scratch Perry. Per questi ultimi 5 albums vengono richiesti una serie di remix prodotti dal musicista italiano Gaudi, con il quale The Orb fonderanno poi la band "Screen" e la realizzazione del loro album d'esordio "We Are Screen!" uscito nel 2012 per l'etichetta Londinese "Malicious Damage". Il connubio The Orb / Gaudi prosegue e si evolve negli anni successivi con numerosi concerti insieme e collaborazioni artistiche nei reciproci album, fra cui 9 canzoni scritte da Gaudi per i loro album 'No sounds are out of bounds' e 'Abolition of royal familia'.
Nel 2016 collaborano con Jean-Michel Jarre per la realizzazione del brano Switch on Leon contenuto nell'album Electronica 2: The Heart of Noise.

## Stile e ispirazione
Riconosciuti per essere stati i primi ad aver pubblicato musica ambient house, un sottogenere che accosta sonorità ambient e dub all'uso dei campionamenti, gli Orb sono spesso stati influenzati da numerosi generi, stili e musicisti diversi. Gli artisti che Paterson reputa "parte integrante" della sua musica sono King Tubby, Alice Cooper, Prince, i Kraftwerk, Bob Marley e i T. Rex. La musica del collettivo è ispirata, inoltre, secondo quanto dichiarò, da un'esperienza che visse in prima persona: assunse LSD ascoltando gli album Music for Films di Brian Eno e Grosses Wasser dei Cluster. Gli unici album a non seguire in buona parte queste influenze furono Cydonia, Bycicles & Tricicles (più ispirati alla drum and bass e al trip hop), e le ultime pubblicazioni (che risentono maggiormente l'influenza della techno tedesca).

## Discografia
Album in studio
- 1991 - The Orb's Adventures Beyond the Ultraworld
- 1992 - U.F.Orb
- 1995 - Orbus Terrarum
- 1997 - Orblivion
- 2001 - Cydonia
- 2004 - Bicycles & Tricycles
- 2005 - Okie Dokie It's the Orb on Kompakt
- 2007 - The Dream
- 2009 - Baghdad Batteries (Orbsessions Volume III)
- 2010 - Metallic Spheres (con David Gilmour)
- 2011 - C Batter C
- 2012 - The Observer in the Star House (sotto il nome "Screen", con Gaudi)
- 2012 - We Are Screen! (come "Screen", con Gaudi)
- 2013 - More Tales from the Orbservatory (con Lee Scratch Perry)
- 2015 - Moonbuilding 2703 AD
- 2016 - COW / Chill Out, World!
- 2018 - No Sounds Are Out of Bounds
- 2020 - Abolition of the Royal Familia
- 2021 - Abolition of the Royal Familia - Guillotine Remix
- 2023 - Prism

EP
- 1990 - A Huge Ever Growing Pulsating Brain That Rules from the Centre of the Ultraworld
- 1994 - Pomme Fritz

Live
- 1993 - Live 93

Raccolte
- 1998 - U.F.OFF